# Hof Sanders

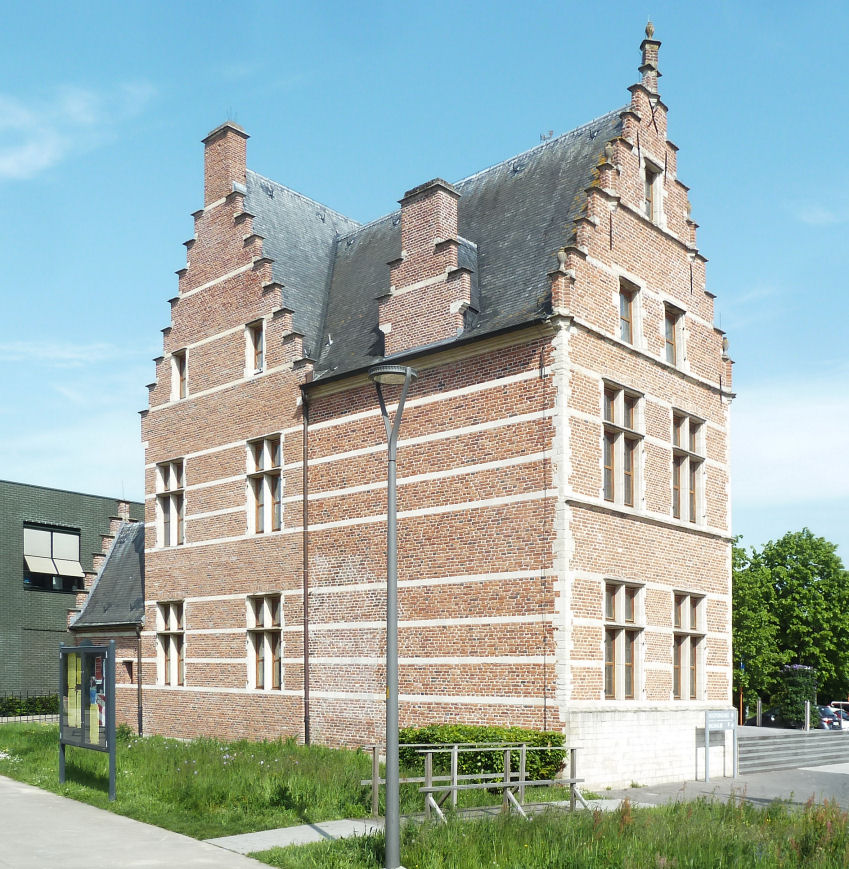
Hof Sanders, zijaanzicht.

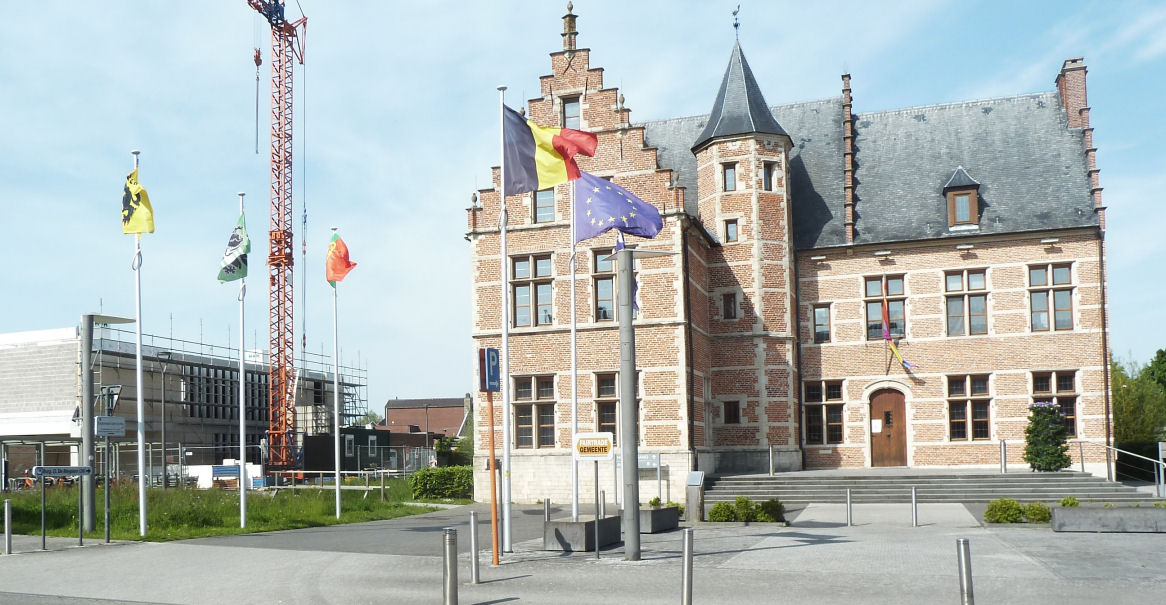
Het Sanderushof, 2023

Het Hof Sanders (ook: Kasteel de Vaulogé) is een 16e-eeuws landhuis in de Oost-Vlaamse gemeente Sint-Gillis-Waas en is sinds 1961 het gemeentehuis van deze gemeente. Het gebouw is gelegen aan Burgemeester Omer de Meyplein 1.

## Geschiedenis
Het huis is vernoemd naar de familie Sanders, waartoe ook Antonius Sanderus behoorde. Het is een 16e-eeuws gebouw in Vlaamse renaissancestijl, gebouwd in baksteen met speklagen van zandsteen. Het huis heeft een L-vormige plattegrond met in de oksel een achthoekig traptorentje. Er zijn trapgevels aanwezig.
Het huis werd gerestaureerd door architect Hilaire De Boom en daarna, in 1961, in gebruik genomen als gemeentehuis. Achter het gemeentehuis ligt het gemeentepark, een voorbeeld van Franse tuinaanleg.
In 2018 werd het huis gerenoveerd en uitgebreid met een zeshoekig volume naar een ontwerp van architecten Els Claessens en Tania Vandenbussche (ECTV). Deze uitbreiding was noodzakelijk omdat de gemeente alle administratieve diensten in Hof Sanders wilde centraliseren, een ambitie waarvoor het gebouw te klein geworden was. Het ontwerp voor de uitbreiding en renovatie werd in 2013 uitgekozen via een Open Oproep Procedure van de Vlaamse Bouwmeester.